# Cohicaleyrodes indicus
Cohicaleyrodes indicus es un hemíptero de la familia Aleyrodidae, con una subfamilia: Aleyrodinae.
Fue descrita científicamente por primera vez por David & Selvakumaran en 1987.